# Стабильный город
Усто́йчивый го́род, или э́кого́род — это город, спроектированный с учётом влияния на окружающую среду, населённый людьми, стремящимися минимизировать потребление энергии, воды и продуктов питания, исключить неразумное выделение тепла, загрязнение воздуха углекислым газом CO2 и метаном, а также загрязнение воды. Первым слово «экогород» использовал Ричард Регистер в 1987 г. в книге Экогород Беркли: строительство города для здорового будущего. Из других видных личностей, которые предвидели появление экогородов, можно назвать архитектора Пауля Даунтона, который позднее основал компанию Ecopolis Pty, и писателя Тимоти Битлея, много писавшего по этой теме. При проектировании таких городов иногда используется методы индустриальной экологии.
Устойчивый город может прокормить себя с минимальной зависимостью от окружающей местности, а энергию производить с помощью возобновляемых источников. Трудность состоит в оставлении минимально возможного экологического следа, в минимизации возможного загрязнения. Для этого нужно эффективно использовать землю, компостировать остатки используемых материалов, перерабатывать отходы или преобразовывать их в энергию. Если такая практика соблюдается, общий вклад города в изменение климата будет минимальным.
Подсчитано, что около 50 % населения планеты живёт в городах и городских поселениях. Эти большие сообщества создают как проблемы, так и хорошие возможности для экологически целенаправленных действий. Для того, чтобы сделать город более стабильным, проектирование и эксплуатация зданий, а также образ жизни и сознание жителей должны быть повёрнуты в сторону стабильного мышления.

## Практические способы достижения
Экологические города формируются путём применения различных методов, таких как:
- Создание различных сельскохозяйственных структур, участков в черте города (в центре или пригородах). Это сокращает путь продуктов питания от поля до стола. На практике можно создавать либо малые частные земледельческие участки, либо более масштабные производства (например, вертикальные сельскохозяйственные здания типа «агронебоскрёбов»).
- Использование возобновляемых источников энергии: ветрогенераторов, солнечных батарей или биогаза, добытого из сточных вод. Масштабы города могут обеспечить экономическую целесообразность и жизнеспособность таких источников энергии.
- Различные методы снижения необходимости кондиционирования воздуха (большой спрос на энергию), такие как посадка деревьев и цветовое освещение поверхности, устройство природных систем вентиляции, увеличение водных объектов и зелёных зон до уровня не менее 20 % от площади города. Эти меры направлены также на борьбу с «эффектом теплового острова», вызванного обилием бетона и асфальта, которые делают городские районы на несколько градусов теплее, чем окружающие сельские районы. Разница достигает вечером до шести градусов по Цельсию.
- Улучшение общественного транспорта и увеличение пешеходных зон для сокращения автомобильных выхлопов. Для этого требуется совершенно другой подход к планированию города, с продуманной интеграцией деловых, промышленных и жилых зон. Дороги нужно проектировать так, чтобы вождение не вызывало затруднения.
- Оптимальная плотность застройки, чтобы сделать общественный транспорт жизнеспособным, но избежать создания городских островов тепла.
- Уменьшение разрастания городов, поиск новых путей, позволяющих людям жить ближе к работе. Поскольку рабочие места имеют тенденцию возникать, как правило, в городе, в даунтауне или городском центре, работодатели ищут способы увеличения плотности путём изменения «архаичных» взглядов многих жителей городов иметь межрайонные промежутки. Одним из новых подходов к решению этой проблемы являются предложения, разработанные движением «разумный рост».
- Зелёные крыши.
- Транспорт с нулевым уровнем выбросов (электромобиль, воздухомобиль, гиробус).
- Активный дом.
- Устойчивые городские дренажные системы.
- Энергосберегающие системы/устройства.
- Ксероландшафтинг — садовое и ландшафтное проектирование с сохранением чистой воды («ксерос» — сухой).

## Примеры

### Австралия
- Мельбурн
  - Морленд. Городская территория Морленд на севере Мельбурна имеет программу по превращению в «безуглеродную» территорию.[3] Имеются и другие внедрения и предложения по превращению в стабильный город.
  - Городская территория Мельбурн. За последние 10 лет было осуществлено множество мероприятий по улучшению общественного транспорта, а также созданы зоны и целые улицы, свободные от автомобилей.

### Бразилия

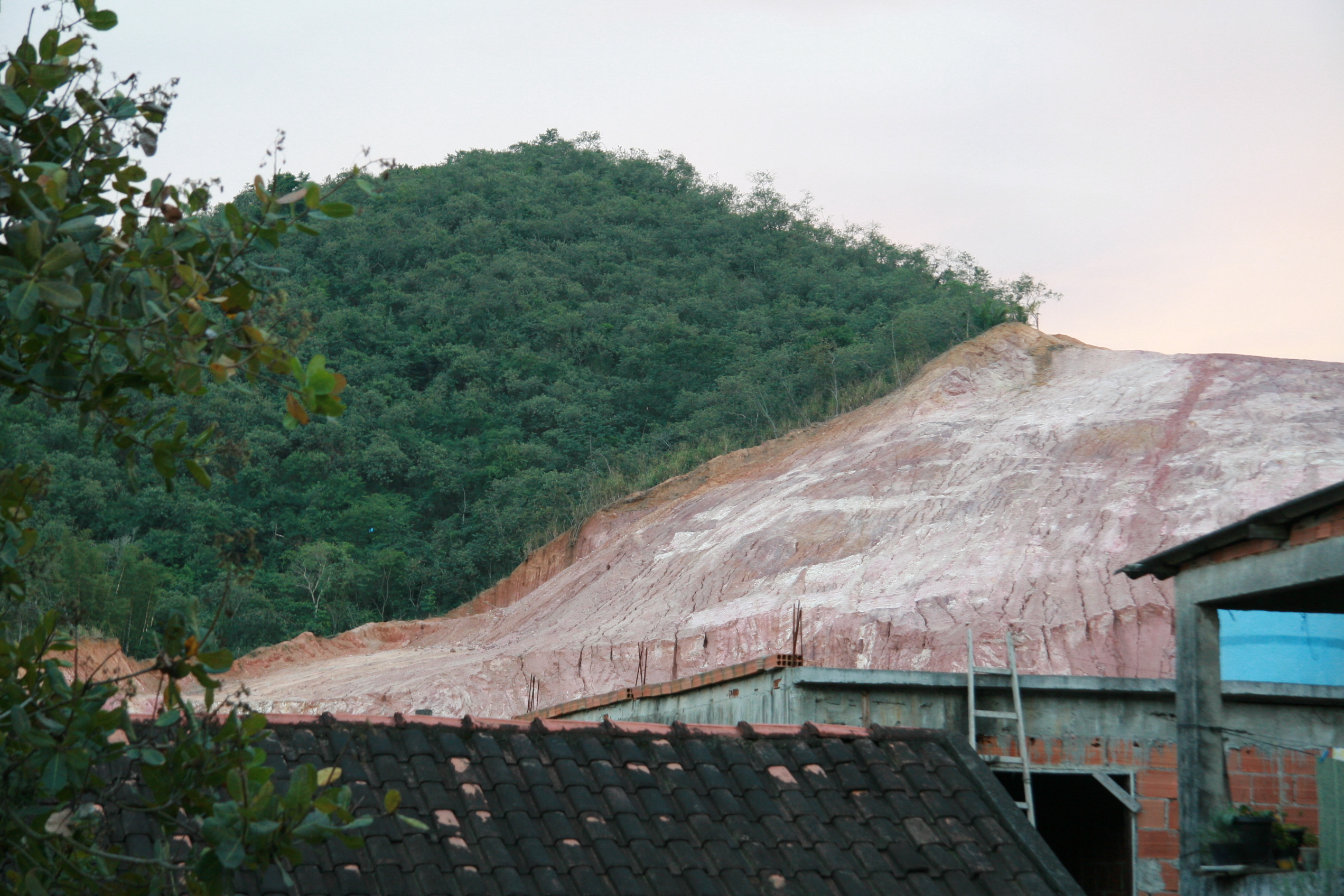
Вырубка влажных тропических лесов в Рио-де-Жанейро для добычи глины для гражданского строительства (снимок 2009 г.). Пример нестабильного города в Бразилии

Южные города Порту-Алегри и Куритиба часто считают примерами городской стабильности.

### Великобритания
- Сент-Дейвидс, самый маленький город в Великобритании, стремится стать первым безуглеродным городом в мире.[4]
- Лестер — первый экологический город Соединённого Королевства.[5]

### Германия
Фрайбург часто относят к зелёным городам. Он известен эффективной солнечной экономикой. Район Ваубан представляет собой модель стабильного города. Дома строятся с расчётом на низкий уровень потребления энергии, и весь район спроектирован как безавтомобильный.

### Дания
- Стенлесе Юг (дат. Stenløse Syd) — наиболее известное энергоэффективное поселение.
- индустриальный парк в Калуннборге часто приводится в качестве модели для промышленной экологии.

### Индия
Индия создаёт «Международный Финансовый Tec-Сити Гуджарат» (GIFT), строящийся город мирового класса в индийском штате Гуджарат. Он расположится на площади 200 гектаров. Это будет первый в своём роде полностью стабильный город.
Манимекала является высокотехнологичным экогородом, проектируемым в округе Карьякал союзной территории Пудучерри. Планируется, что он займёт площадь 500 гектар. Это будет первый город такого рода в Южной Индии.

### Ирландия
Городской Совет Южного Дублина объявил о своих планах в конце 2007 года построить Клонбуррис, новый пригород Дублина, включающий до 15000 новых домов, которые будут спроектированы с учётом самых высоких международных стандартов. План построения Клонбурриса содержит множество зеленых инноваций, таких как высокий уровень энергоэффективности, обязательные возобновляемые источники энергии для отопления и производства электроэнергии, использование вторичных и стабильных строительных материалов, системы централизованного теплоснабжения, ассигнования на производство продуктов питания, и даже запрет сушильных барабанов, вместо них применение естественной сушки.

### Канада
В 2010 г. Калгари занял верхнюю строчку в рейтинге эко-городов планеты за «отличный уровень сервиса по удалению отходов, систему канализации и водоснабжения, в сочетании с относительно низким загрязнением воздуха». Обследование было проведено авторитетной фирмой по мониторингу качества жизни Мёрсер.

### Кения
Гасиенда — Момбаса, Кения. Это самый крупный проект экологически чистого жилья в Восточной Африке. В настоящее время строительство продолжается, в конечном итоге это будет одно из первых самоподдерживающихся поселений Африки.

### Китай
- Китай сотрудничает с правительством Сингапура, предоставившего инвестиции и технологии для создания экогорода в новом прибрежном районе города Тяньцзинь на севере Китая, названного «Экогород Сино-Сингапур Тяньцзинь».[9]
- Ещё один проект: экогород Донгтан на третьем по величине острове Китая в устье реки Янцзы недалеко от Шанхая. По проекту в городе планируется разместить 50 тысяч жителей к 2010 году, однако его разработчик в настоящее время задерживает строительство.[10]
- Хуанбайюй является ещё одним важным экогородом, строящимся в Китае.
- По состоянию на апрель 2008 г., совместный проект экогорода предполагается осуществить в округе Нанкин, в столице провинции Цзянсу на реке Янцзы, к западу от Шанхая.
- В городском округе Жичжао намерены установить солнечные водонагреватели для домашних хозяйств. Министерство защиты окружающей среды Китая выбрало Жичжао в качестве модели экогорода для Китая.[11].
- Great City в Чэнду — город без автомобилей.

### Корея
Международный бизнес-округ Сондо — это запланированный город в Корее, который включает в себя целый ряд экологически чистых характеристик. Сюда входит центральный парк, орошаемые морской водой, линия метро, велосипедные дорожки, системы сбора дождевой воды, пневматические системы сбора отходов, … Наконец, 75 % отходов, образующихся в результате строительства города, будет перерабатываться.
Другой проект стабильного города в Корее — Квангё-Сити.

### Новая Зеландия
Город Уайтакере в западной части Большого Окленда стал первым экогородом Новой Зеландии, живущим по «Зелёному листу», руководящему документу, разработанному городским муниципалитетом в начале 1990-х.

### ОАЭ
Масдар — проект реализуется с 2006 года.

### США
- Аркозанти, Аризона
- Остров сокровищ, Сан-Франциско: ещё один проект, имеющий целью создание небольшого экогорода.
- Койот-Спрингс, Невада: крупнейший запланированный город в США.
- Бабкок Ранч, Флорида: проект города, живущего на солнечной энергетике.
- Дуглас-Ранч в Бакае, Аризона
- Меса-дель-Соль в Альбукерке, Нью-Мексико
- Горное селение Сонома в Ронерт-Парке, Калифорния
- Quay Valley, Калифорния

### Швеция
Гётеборг и особенно Эльвстранден (центральный район города) являются хорошими примерами стабильного города в Швеции. Они оказывают небольшое воздействие на окружающую среду, построены пассивные дома, хорошая система утилизации отходов и т. д. Также одним из примеров является Хаммарбю-Шёстад (Hammarby Sjöstad), район Стокгольма.

### Эквадор
Город Лойя в Эквадоре выиграл три международных премии за усилия по обеспечению стабильности, начатые его мэром д-ром Хосе Боливаром Кастильо.

### Франция
Было выделено 750 млн евро на проект строительства 13 экогородов. Особые зелёные зоны должны быть созданы в таких городах как Бордо, Марсель, Гренобль, Ницца и Страсбург.

### Рекомендуемая литература
- Фесенко Д. Российская архитектура и sustainability: два сценария — от деревянного домостроения к футурополисам // Архитектурный вестник : журнал. — М., 2010. — № 2 (113). Архивировано 2 апреля 2015 года.
- Downton P. Экополис: Архитектура и города в меняющемся климате = Ecopolis: Architecture and Cities for a Changing Climate. — Springer, 2009. — 607 p. — (Future City, Volume 1). — ISBN 978-1-4020-8495-9.
- Jenks M., Jones C. Размеры устойчивого города = Dimensions of the Sustainable City. — Springer, 2010. — 282 p. — (Future City, Volume 2). — ISBN 978-1-4020-8646-5. Архивировано 15 апреля 2015 года.